# ألعاب وطنية (رواية)
ألعاب وطنية Patriot Games هي رواية إثارة كتبها توم كلانسي ونشرت في يوليو 1987.
وهي رواية مكملة بشكل غير مباشر لرواية "بلا ندم"، وهي أول رواية (حسب التسلسل الزمني للأحداث) يظهر فيها جاك رايان، الشخصية الرئيسية في معظم روايات كلانسي.
ظهرت لأول مرة في المرتبة الأولى في قائمة أفضل الكتب مبيعًا في نيويورك تايمز . تم تصوير فيلم من الرواية من بطولة هاريسون فورد في دور رايان في 5 يونيو 1992.

## القصة
تدور أحداث الرواية على كون رايان هدفاً لجيش تحرير أولستر وهي جماعة إرهابية أيرلندية، بسبب إحباطه محاولة اختطافهم لأمير وأميرة ويلز في لندن.